# Condylopalma agilis
Condylopalma agilis is een insectensoort uit de orde webspinners (Embioptera). De soort komt voor in Brazilië.
De wetenschappelijke naam werd gepubliceerd door Sundevall in 1847.